# Brasil nos Jogos Olímpicos da Juventude
O Brasil participou de todas as edições dos Jogos Olímpicos da Juventude desde a edição inaugural de verão em 2010. Em 2020, o Brasil ocupava a 17ª posição no quadro de medalhas de todos os tempos dos Jogos de Verão e ainda não conquistou uma medalha nas Olimpíadas da Juventude de Inverno.

## Quadros de medalhas
| Jogos             | Atletas | Ouro | Prata | Bronze | Total | Posição |
| Singapura 2010    | 81      | 2    | 3     | 1      | 6     | 21      |
| Nanquim 2014      | 97      | 6    | 6     | 1      | 13    | 9       |
| Buenos Aires 2018 | 79      | 2    | 4     | 7      | 13    | 28      |
| Total             | Total   | 10   | 13    | 9      | 32    | 17      |

| Jogos            | Atletas | Ouro | Prata | Bronze | Total | Posição |
| Innsbruck 2012   | 2       | 0    | 0     | 0      | 0     | –       |
| Lillehammer 2016 | 10      | 0    | 0     | 0      | 0     | –       |
| Lausanne 2020    | 12      | 0    | 0     | 0      | 0     | –       |
| Total            | Total   | 0    | 0     | 0      | 0     | –       |

| Esporte             | Ouro | Prata | Bronze | Total |
| ------------------- | ---- | ----- | ------ | ----- |
| Boxe                | 2    | 0     | 1      | 3     |
| Natação             | 1    | 5     | 0      | 6     |
| Ginástica           | 1    | 3     | 1      | 5     |
| Atletismo           | 1    | 1     | 2      | 4     |
| Tênis               | 1    | 1     | 1      | 3     |
| Judô                | 1    | 1     | 1      | 3     |
| Taekwondo           | 1    | 0     | 1      | 2     |
| Futsal              | 1    | 0     | 0      | 1     |
| Voleibol de praia   | 1    | 0     | 0      | 1     |
| Tiro                | 0    | 1     | 0      | 1     |
| Tiro com arco       | 0    | 1     | 0      | 1     |
| Handebol            | 0    | 0     | 1      | 1     |
| Tênis de mesa       | 0    | 0     | 1      | 1     |
| Total (13 entradas) | 10   | 13    | 9      | 32    |

| Gênero    | Ouro | Prata | Bronze | Total |
| --------- | ---- | ----- | ------ | ----- |
| Masculino | 7    | 7     | 5      | 19    |
| Feminino  | 3    | 4     | 4      | 11    |
| Misto     | 0    | 2     | 0      | 2     |